# La Pièce d'or (film, 1909)
La Pièce d'or (The Golden Louis) est un film muet américain réalisé par D. W. Griffith, sorti en 1909.

## Synopsis
Un noble est sauvé de la pauvreté grâce au Louis d'or d'une enfant mendiante qui finit par mourir.

## Fiche technique
- Titre : La Pièce d'or
- Titre original : The Golden Louis
- Réalisation et scénario : D. W. Griffith
- Société de production et de distribution : American Mutoscope and Biograph Company[1]
- Photographie : Arthur Marvin
- Pays de production :  États-Unis
- Format[2] : Noir et blanc - Muet - 1,33:1 ou 1,37:1[3] - 35 mm[3],[4]
- Longueur de pellicule : 474 pieds (144 mètres[4])
- Durée : 5 minutes (à 16 images par seconde)[2]
- Genre : Drame[3]
- Date de sortie : 22 février 1909

## Distribution
Les noms des personnages proviennent de l'Internet Movie Database.
- Kate Bruce
- Adele DeGarde : l'enfant
- Owen Moore : le bon samaritain
- Mack Sennett : un parieur / un fêtard
- Marion Leonard : une fêtarde
- Florence Lawrence
- Arthur V. Johnson : un parieur
- Gladys Egan
- Wilfred Lucas
- Anita Hendrie : la mère[3],[5]
- Charles Inslee : le parieur sans le sous[5]
- Linda Arvidson : une fêtarde[5]
- George Gebhardt : un fêtard[5]
- Dorothy West : une fêtarde[5]
- Herbert Yost : un parieur / un fêtard[5]

## Autour du film
Les scènes du film ont été tournées les 28 et 29 janvier 1909 dans le studio de la Biograph à New York et sur Bleecker Street.
D. W. Griffith utilise la technique du gros plan serré pour certaines séquences.
À sa sortie, le film a été présenté sur la même bobine que Amour et Politique (The Politician's Love Story) et une copie est aujourd'hui conservée à la Bibliothèque du Congrès.